# Biserica de lemn din Borza

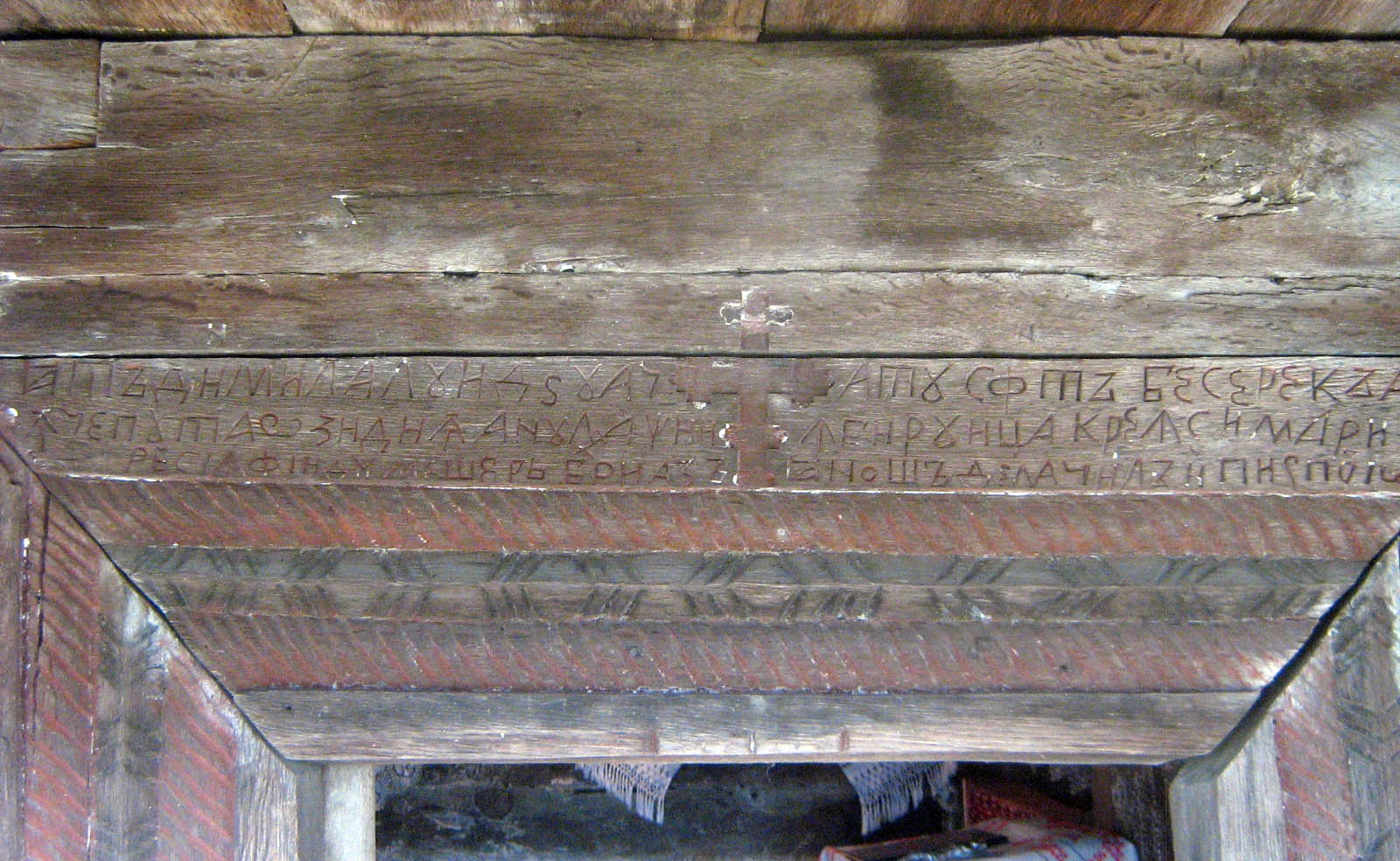
Inscripția de pe portalul de intrare de la 1758

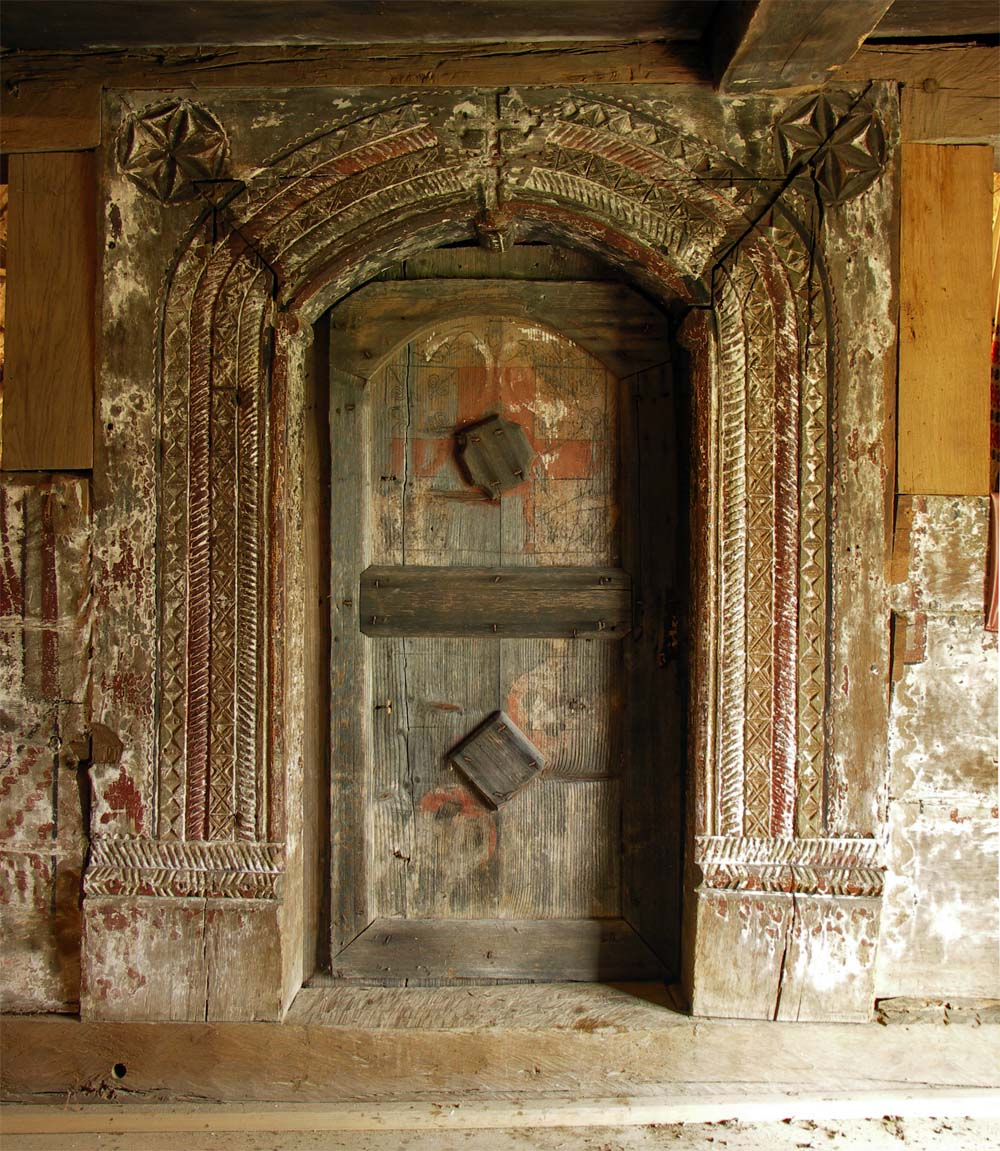
Portalul interior, 2008

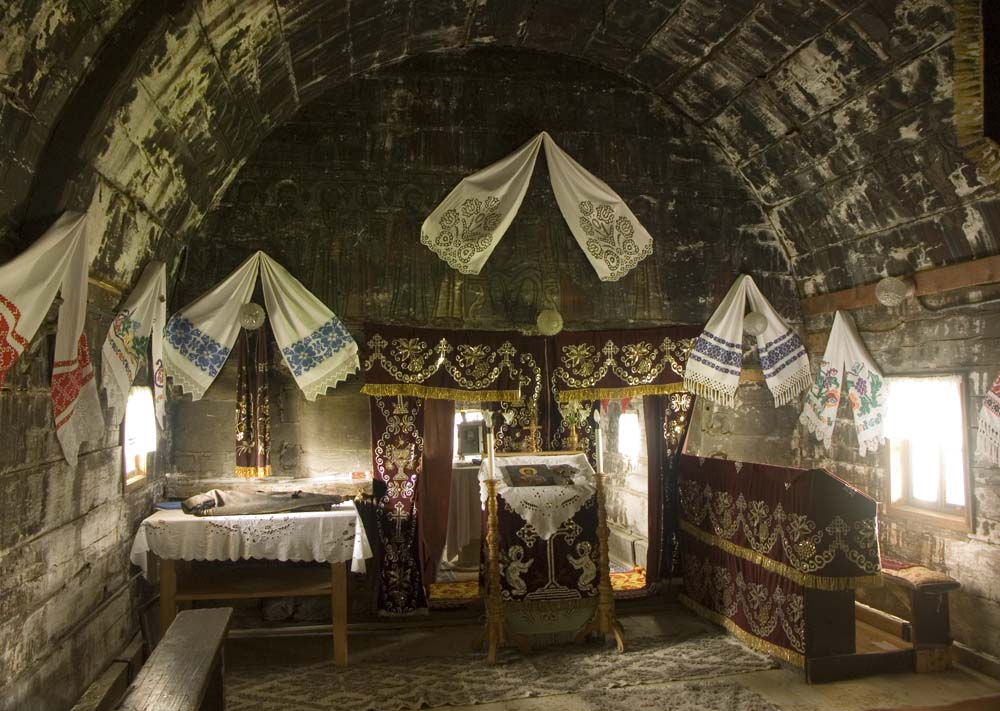
Interiorul navei, 2008

Biserica de lemn din Borza se află in satul omonim din județul Sălaj și datează din anul 1758. Are hramul „Sf. Arhangheli Mihail și Gavriil”.Aceasta este prima din lucrările semnate ale meșterului de biserici Breaz Ion din Gilău, dintre cele cunoscute. Biserica se află pe noua listă a monumentelor istorice sub codul LMI: SJ-II-m-A-05023.

## Istoric
Despre ridicarea bisericii ne stă mărturie inscripția din 1758 a lui Pop Ion, probabil preotul satului: "Iată din mila lui D[umne]z[e]u ac[e]a[s]tu sfi[n]tă beserică au început a o zidi în anul 1758 în birui[n]ța creiasi Mari Teresiia findu meșter Briază Ianoșă de la Gilăi
pis Pop Ion". 
Acelaș meșter poate fi identificat și la bisericile de lemn din Bezded și Brebi.

## Imagini

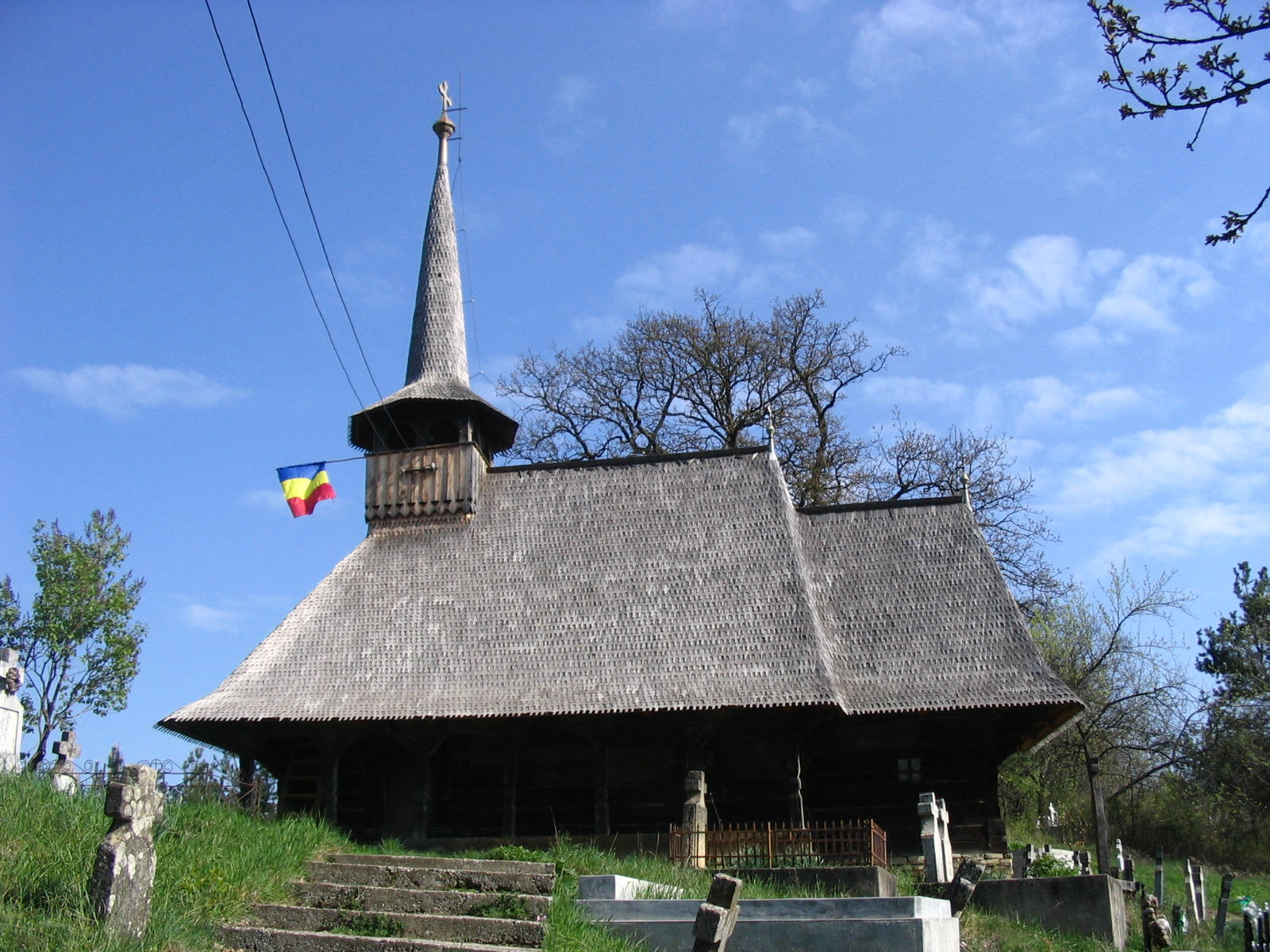
Fațada de intrare, 2007
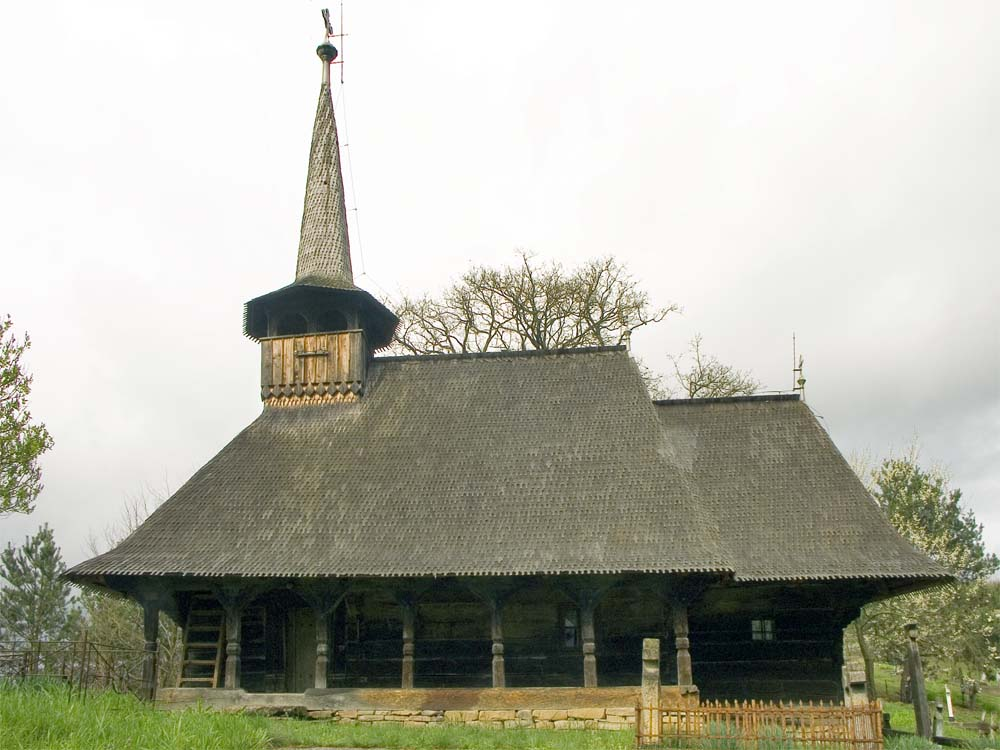
Fațada de intrare, 2008
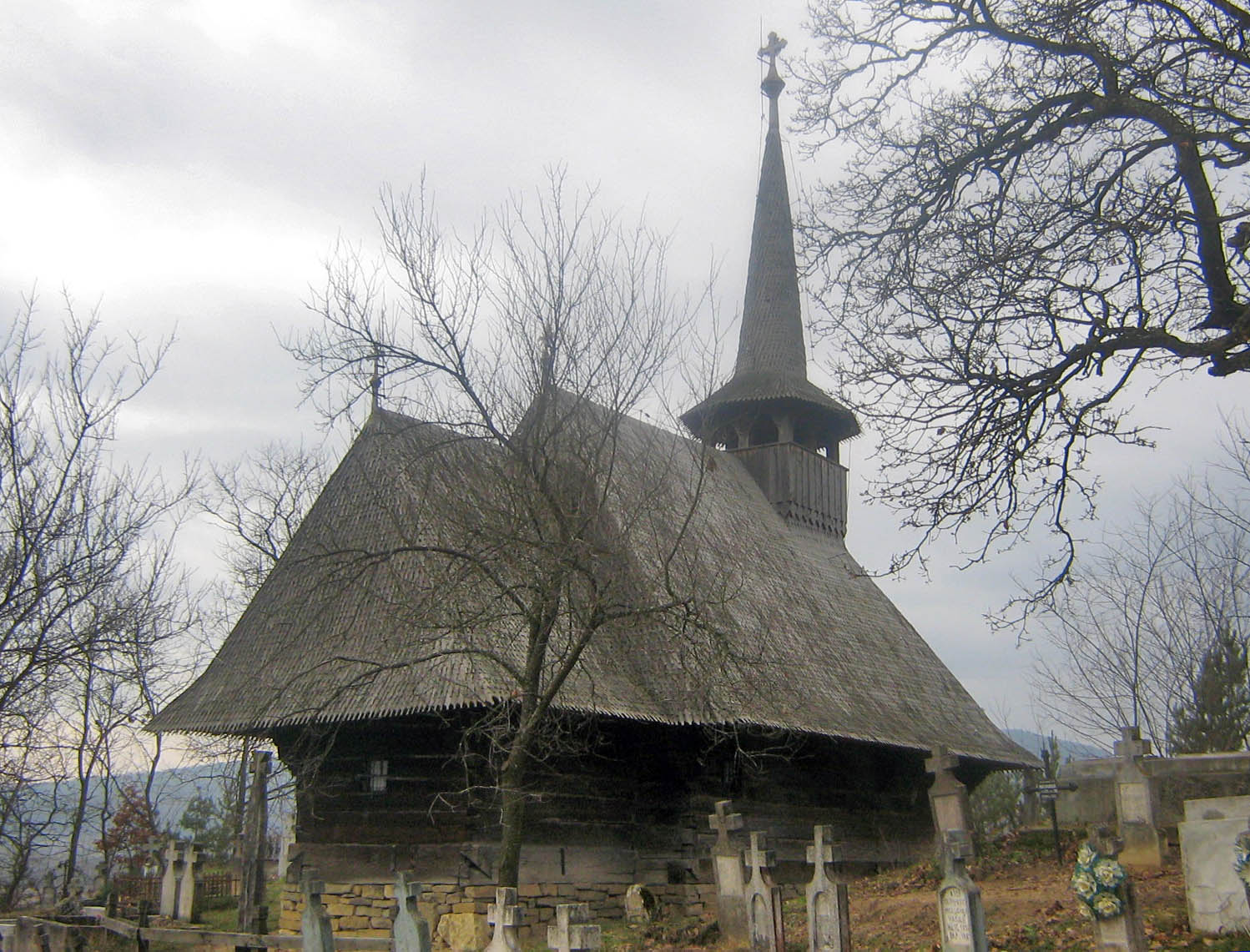
Vedere din cimitir, 2007
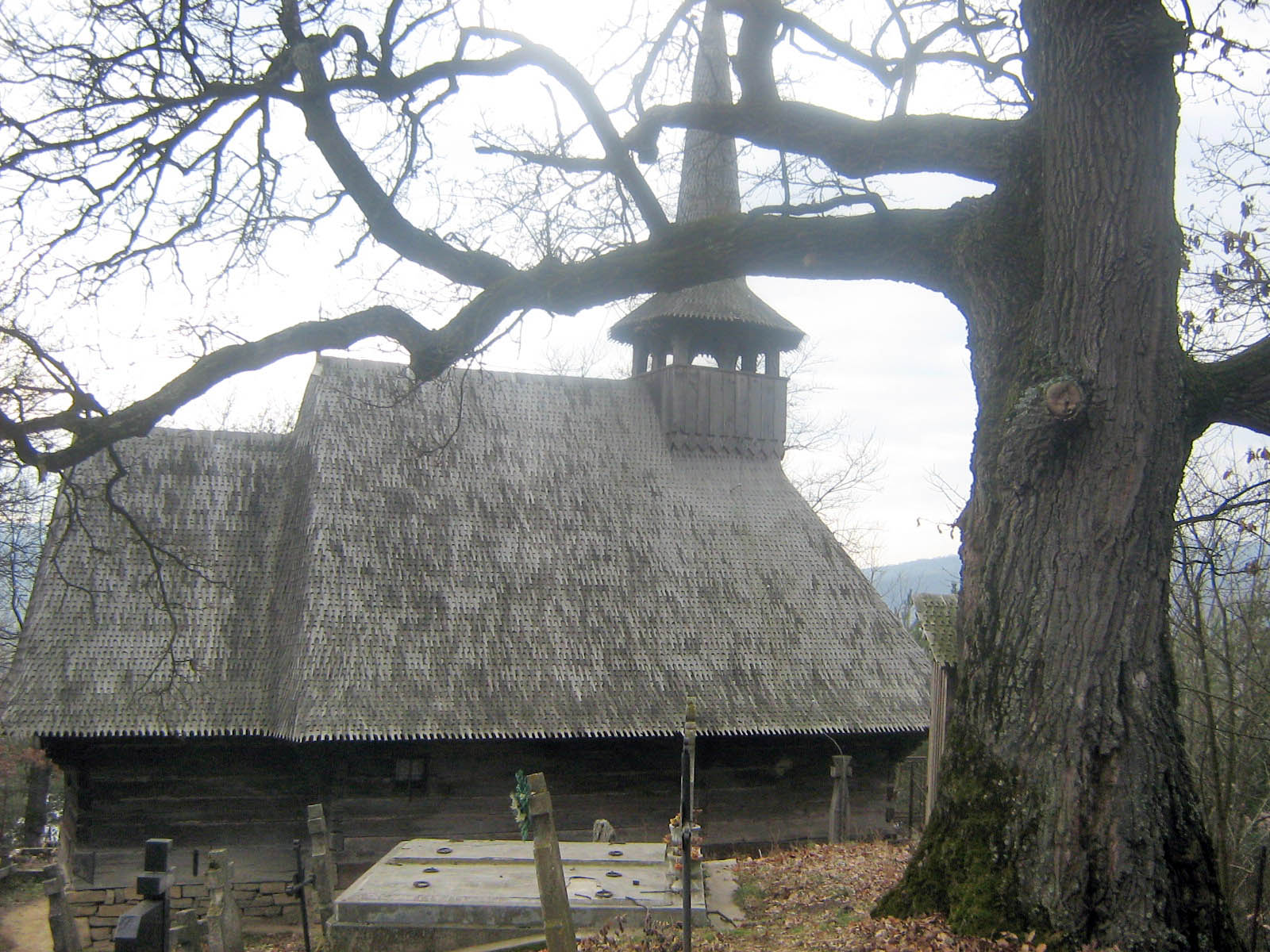
Dosul bisericii, 2007
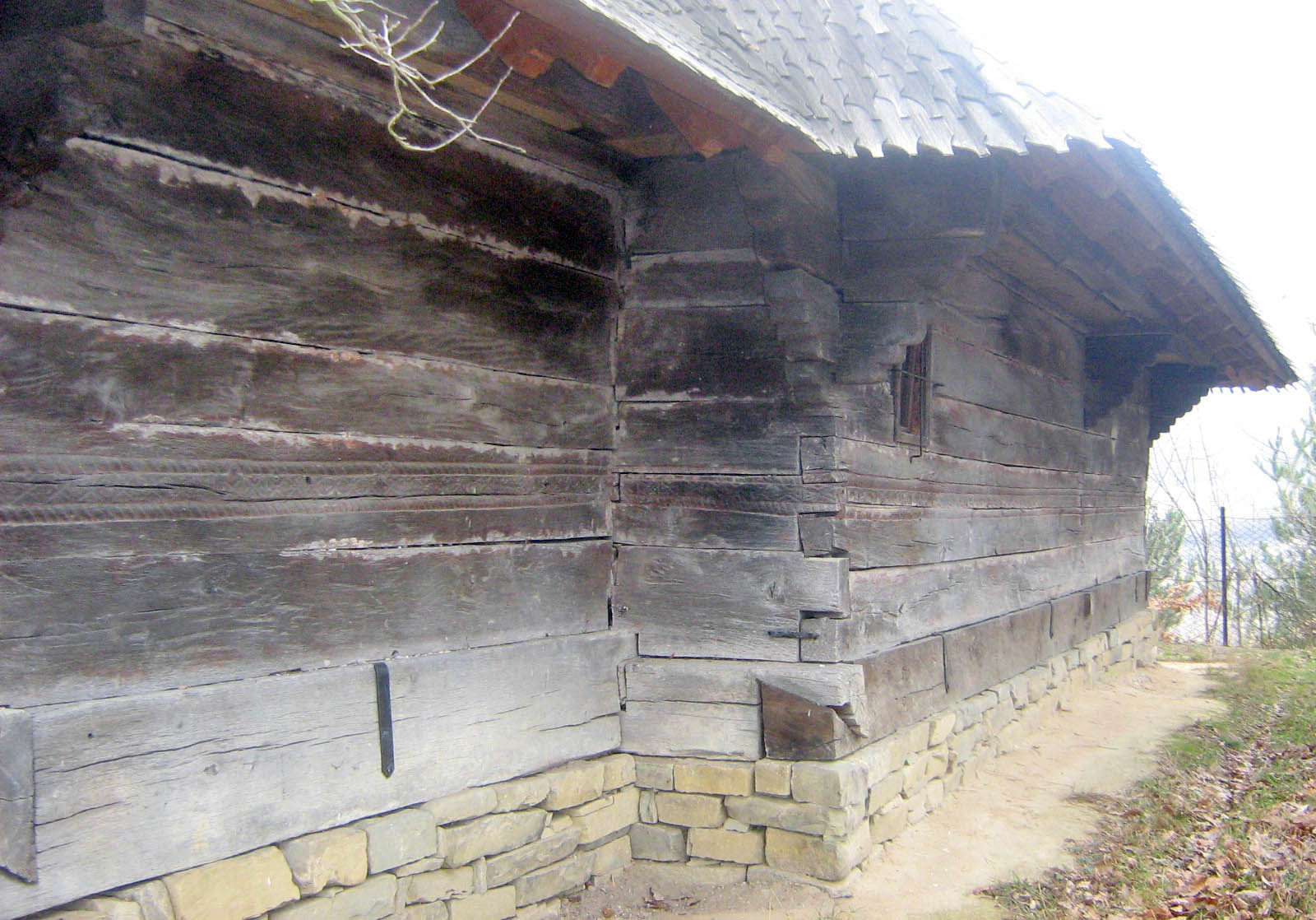
Pereții dinspre miazănoapte, 2007
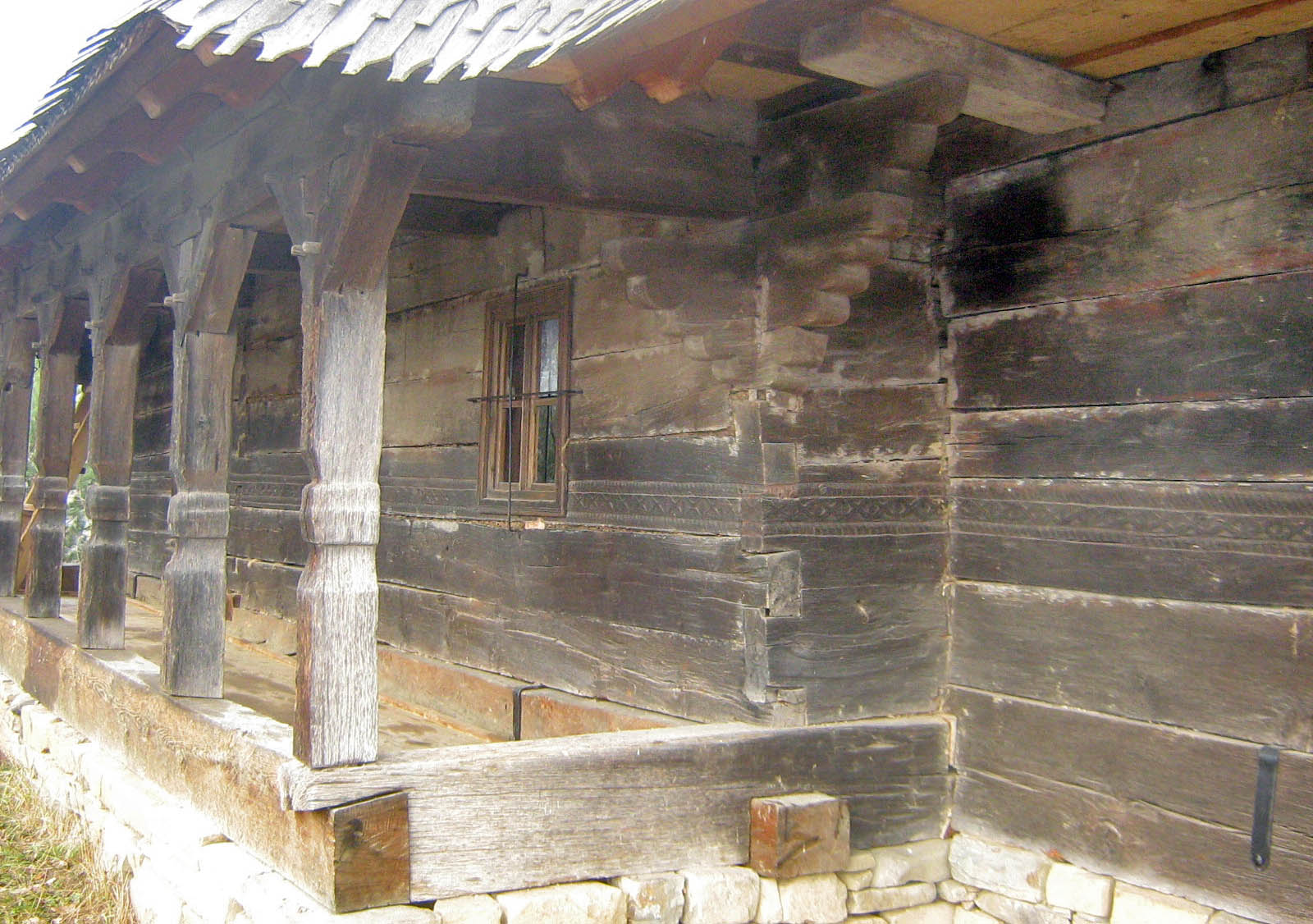
Pridvorul, 2007
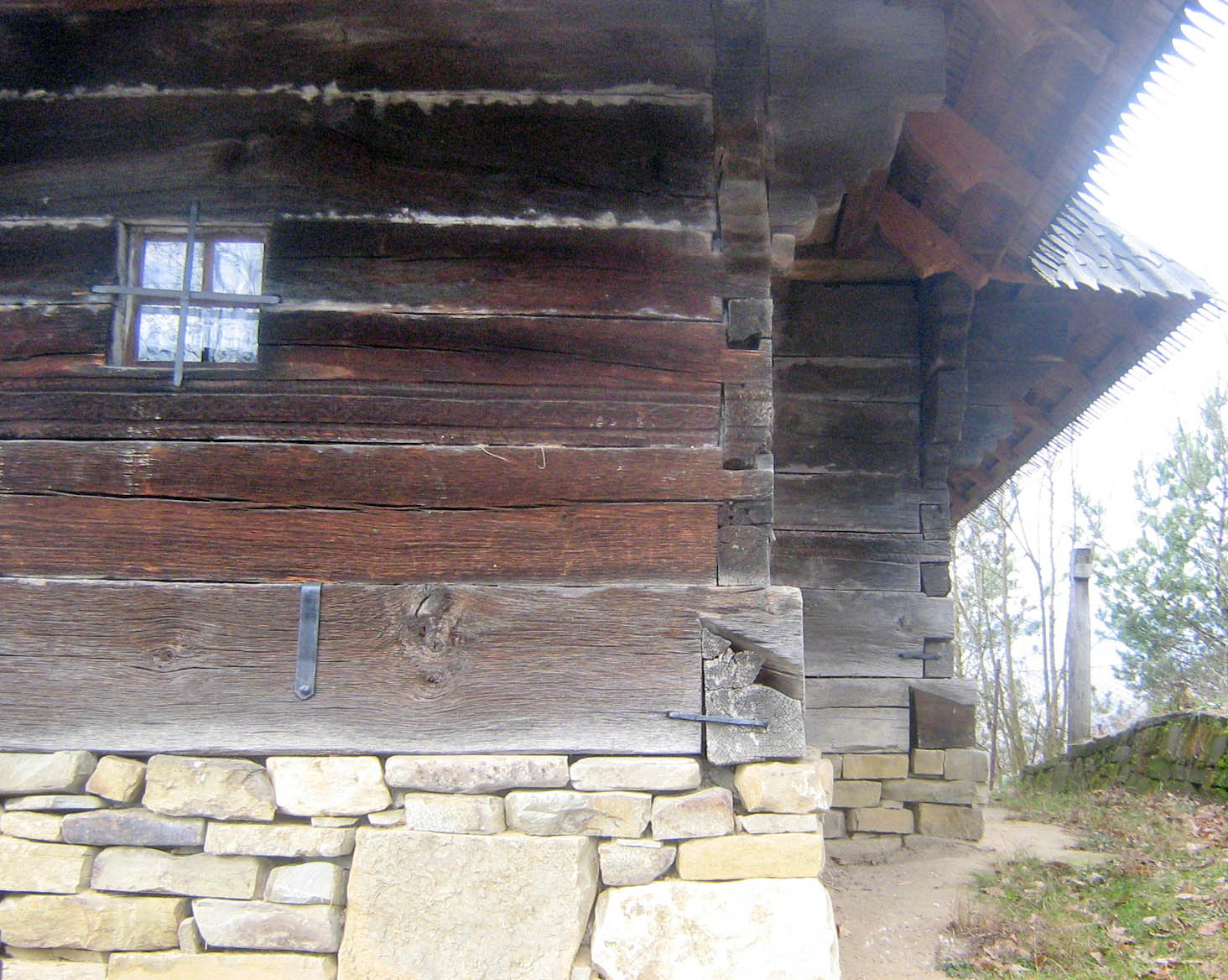
Îmbinări la altar, 2007
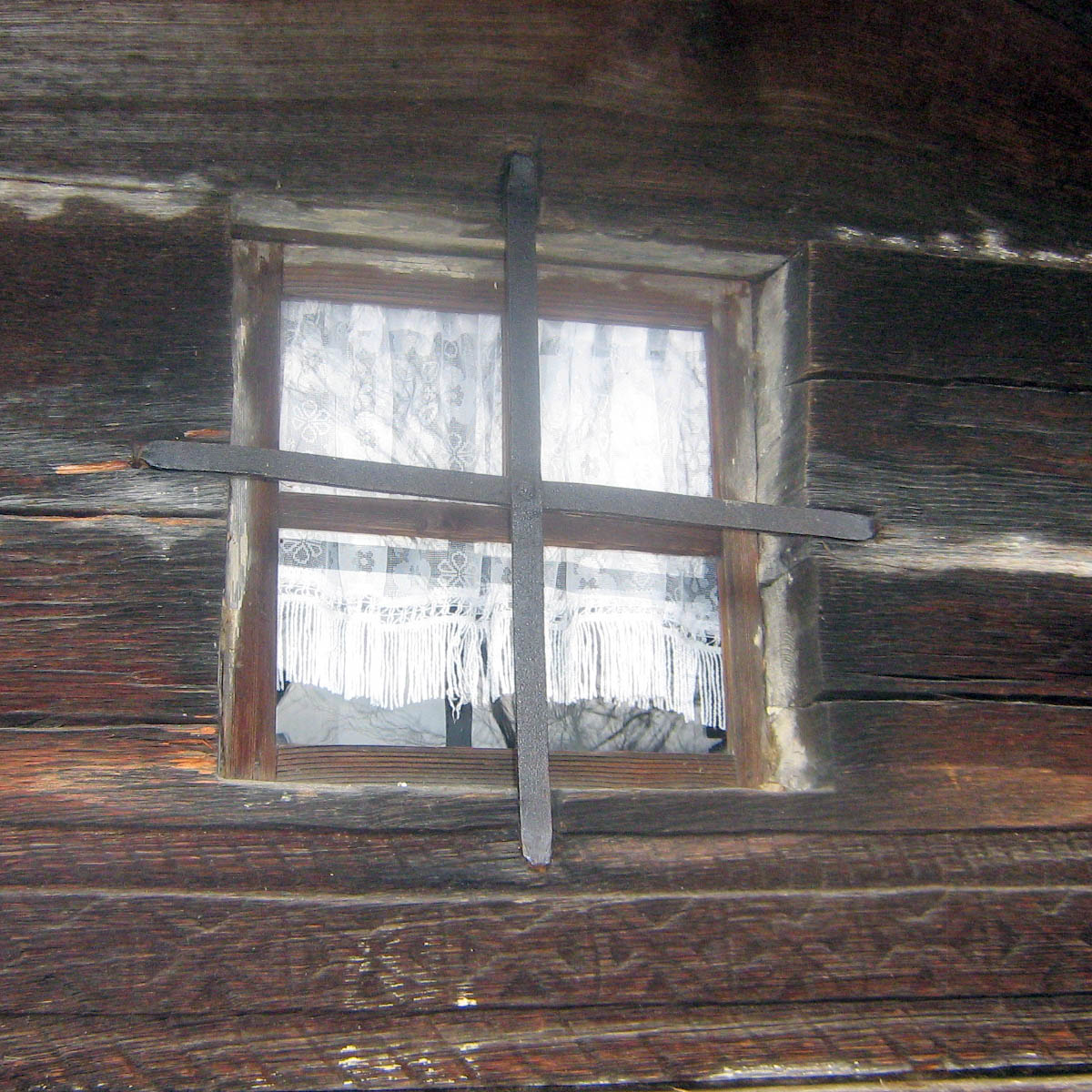
Fereastra din axul altarului și detaliu de brâu, 2007
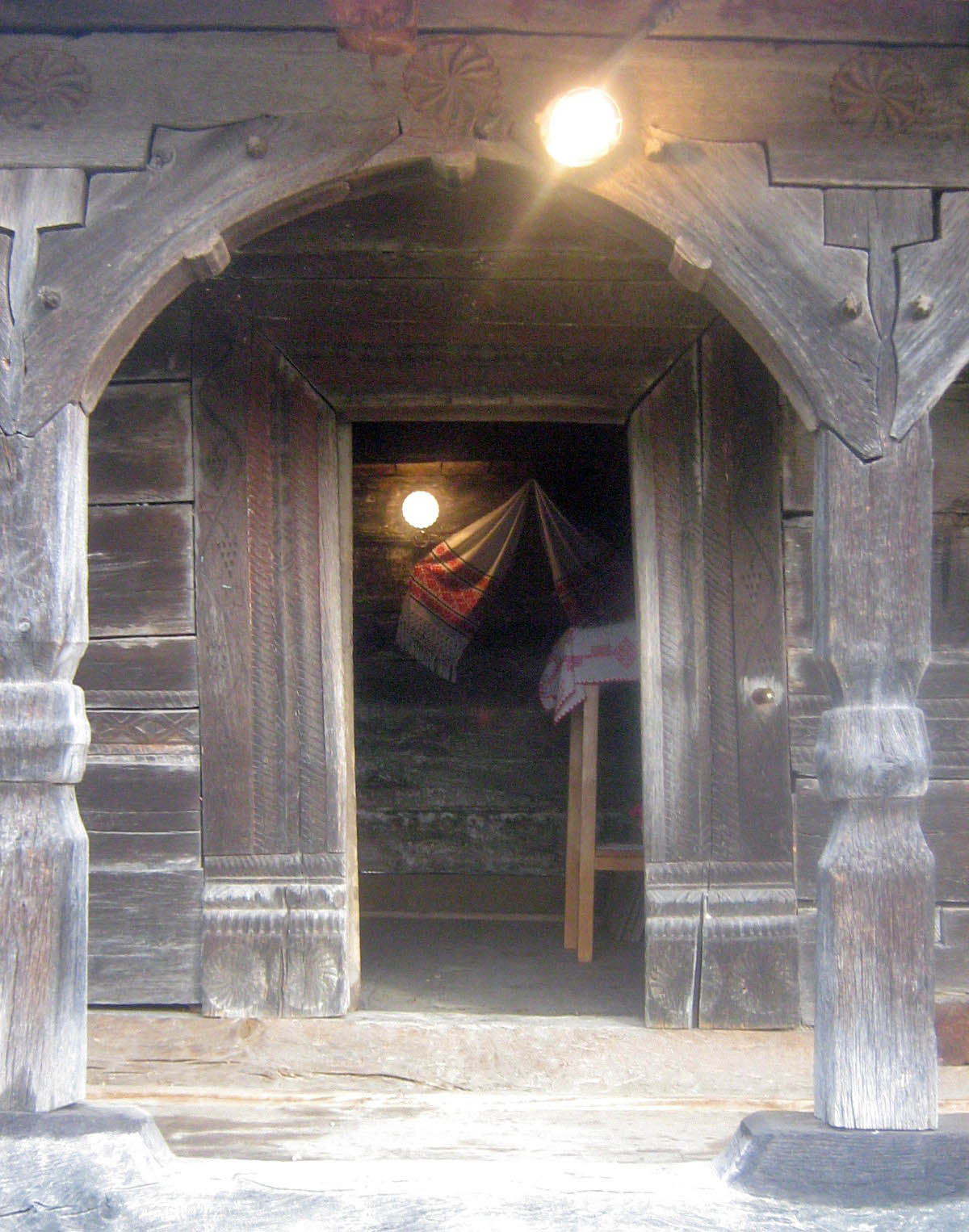
Intrarea în biserică, 2007
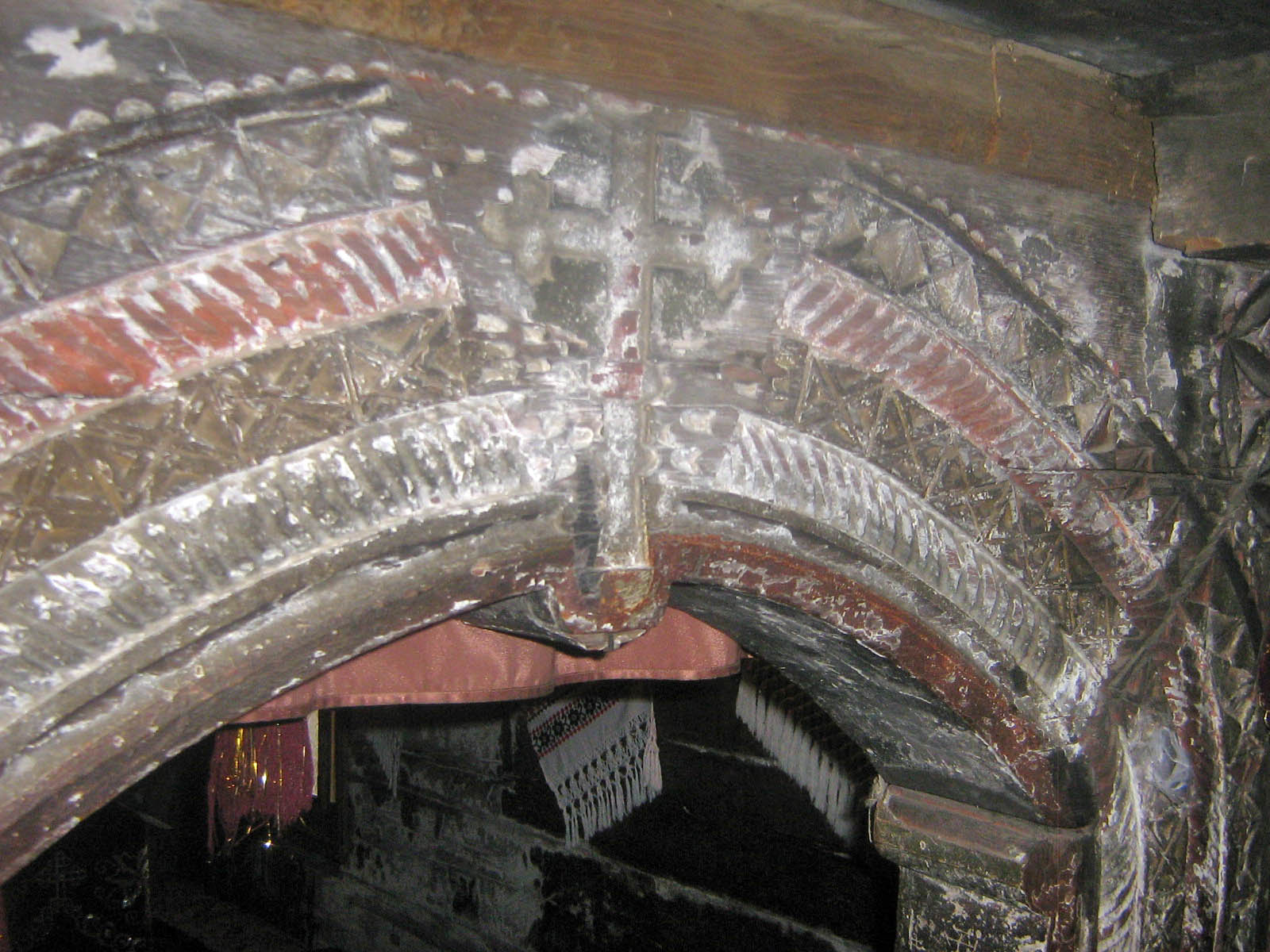
Tocul arcuit al intrării în navă, 2007
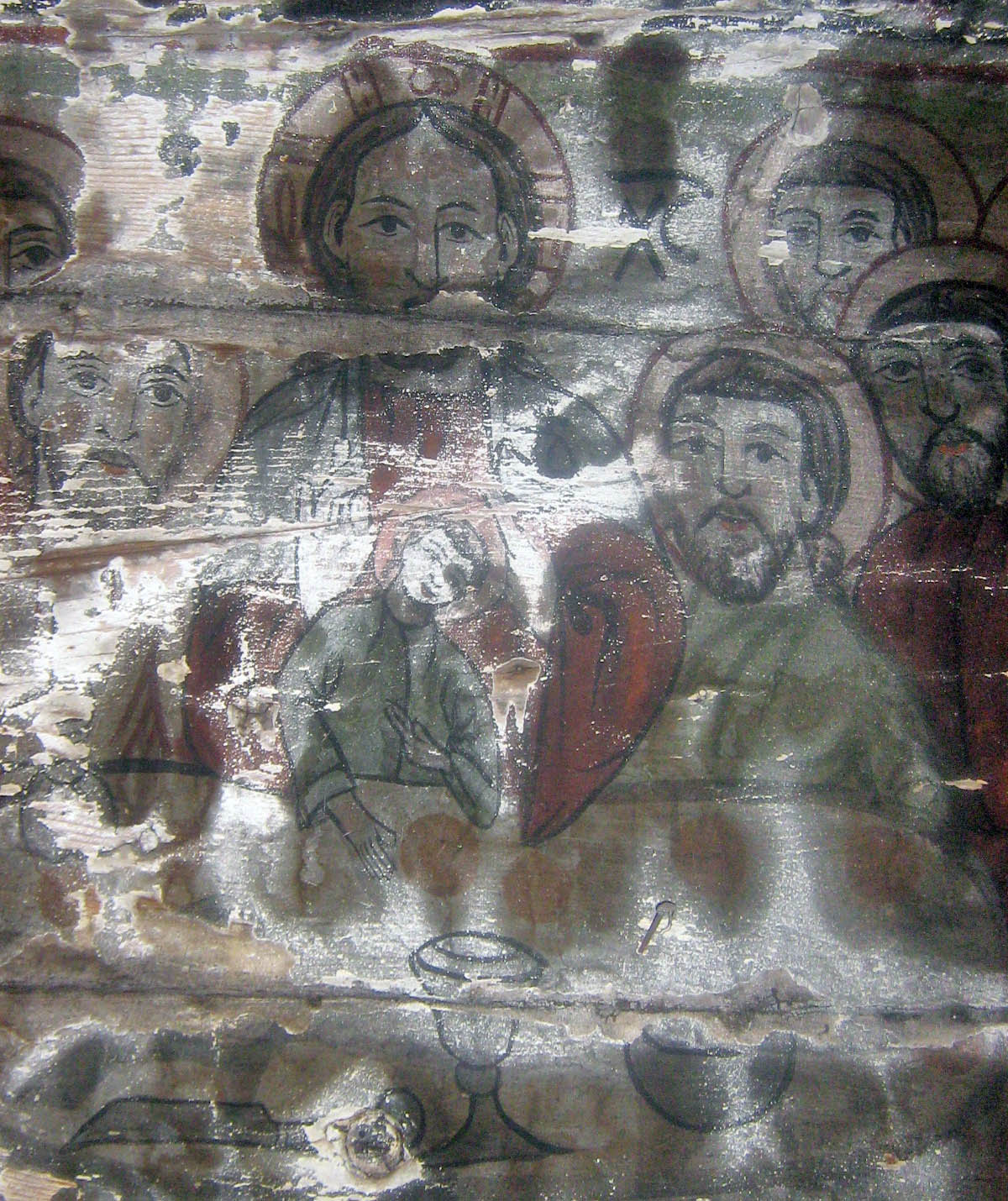
Fragment de pictură murală interioară, 2007
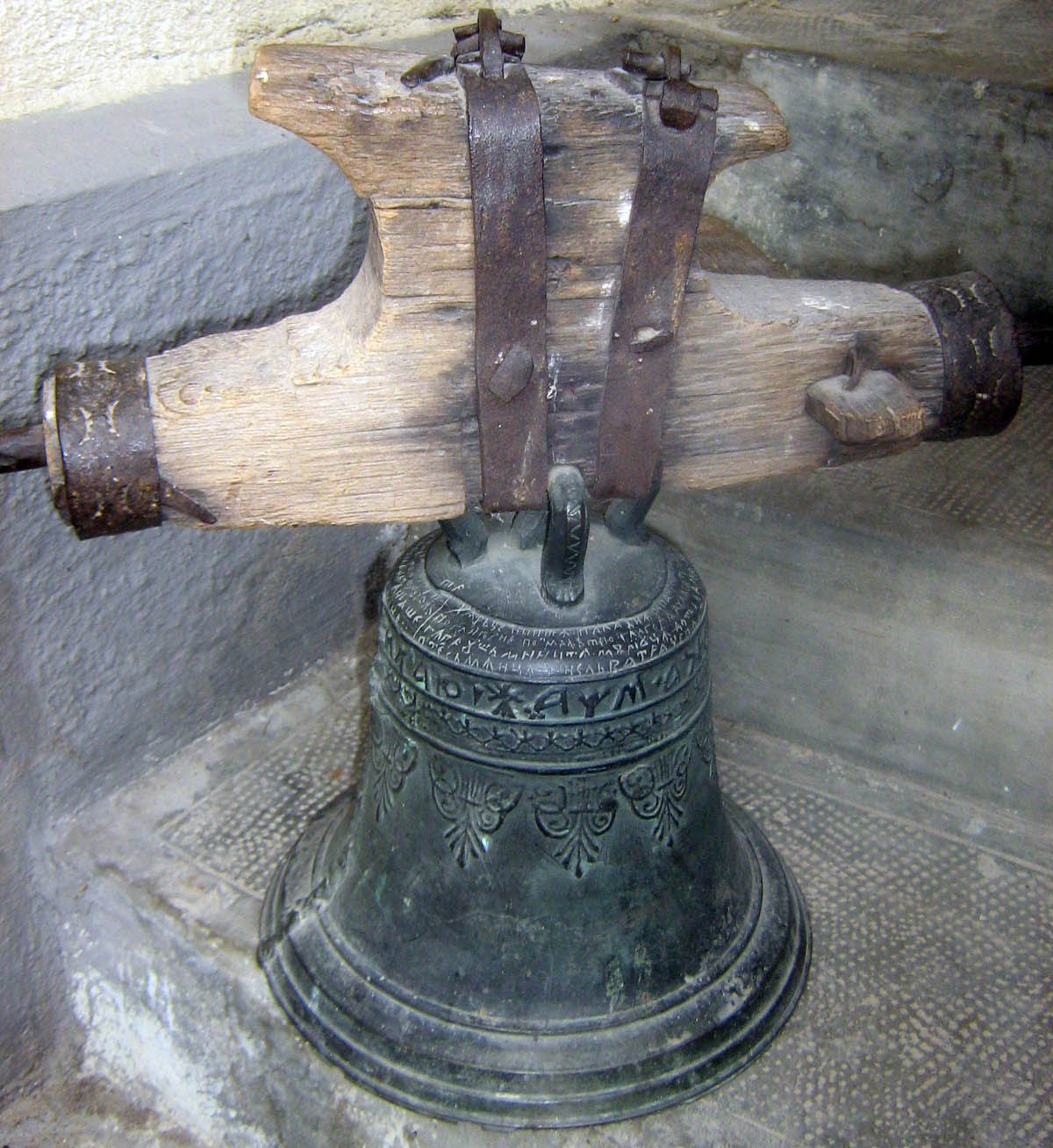
Clopot datat 1740

## Imagini (februarie 2009)

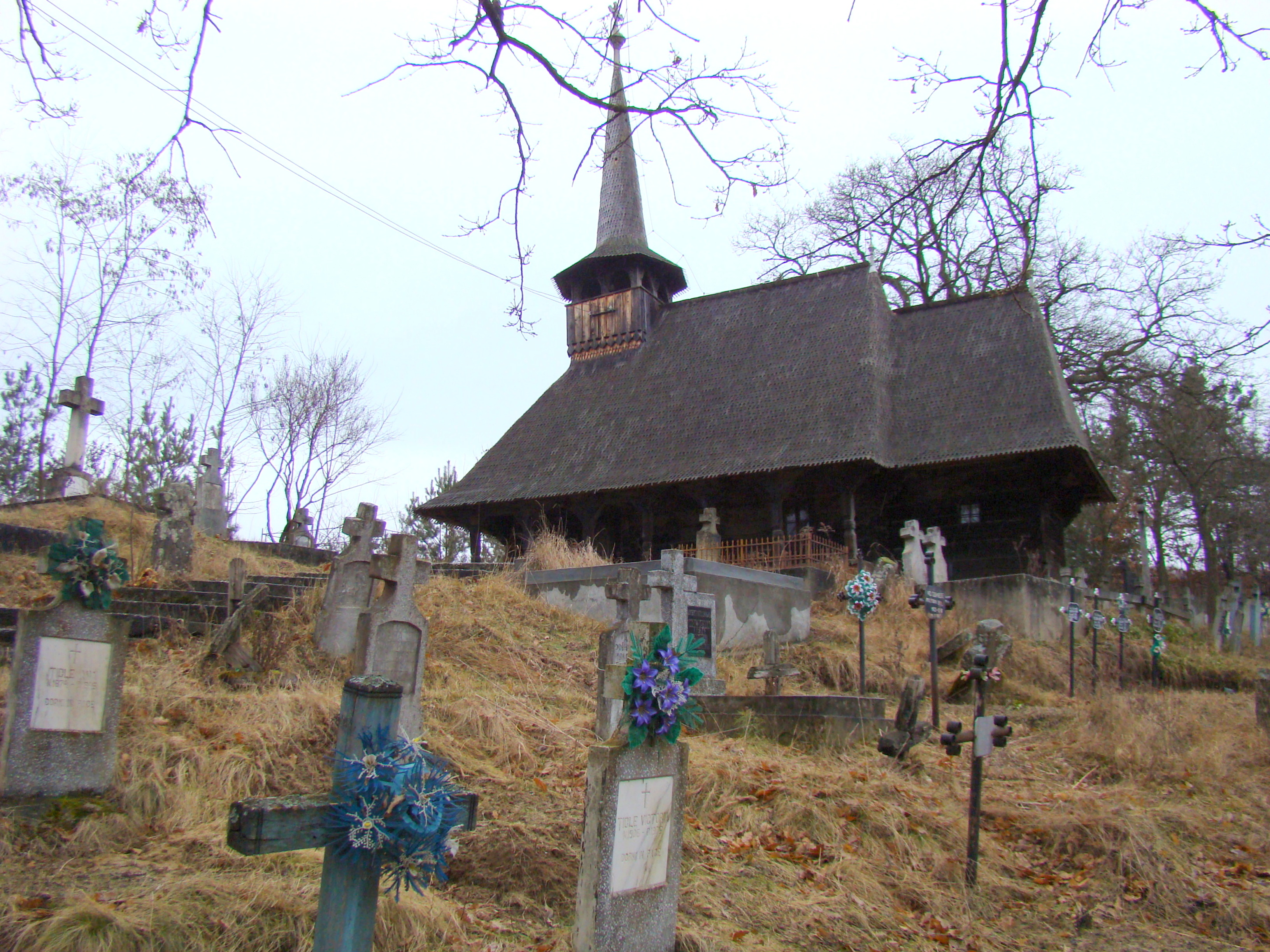
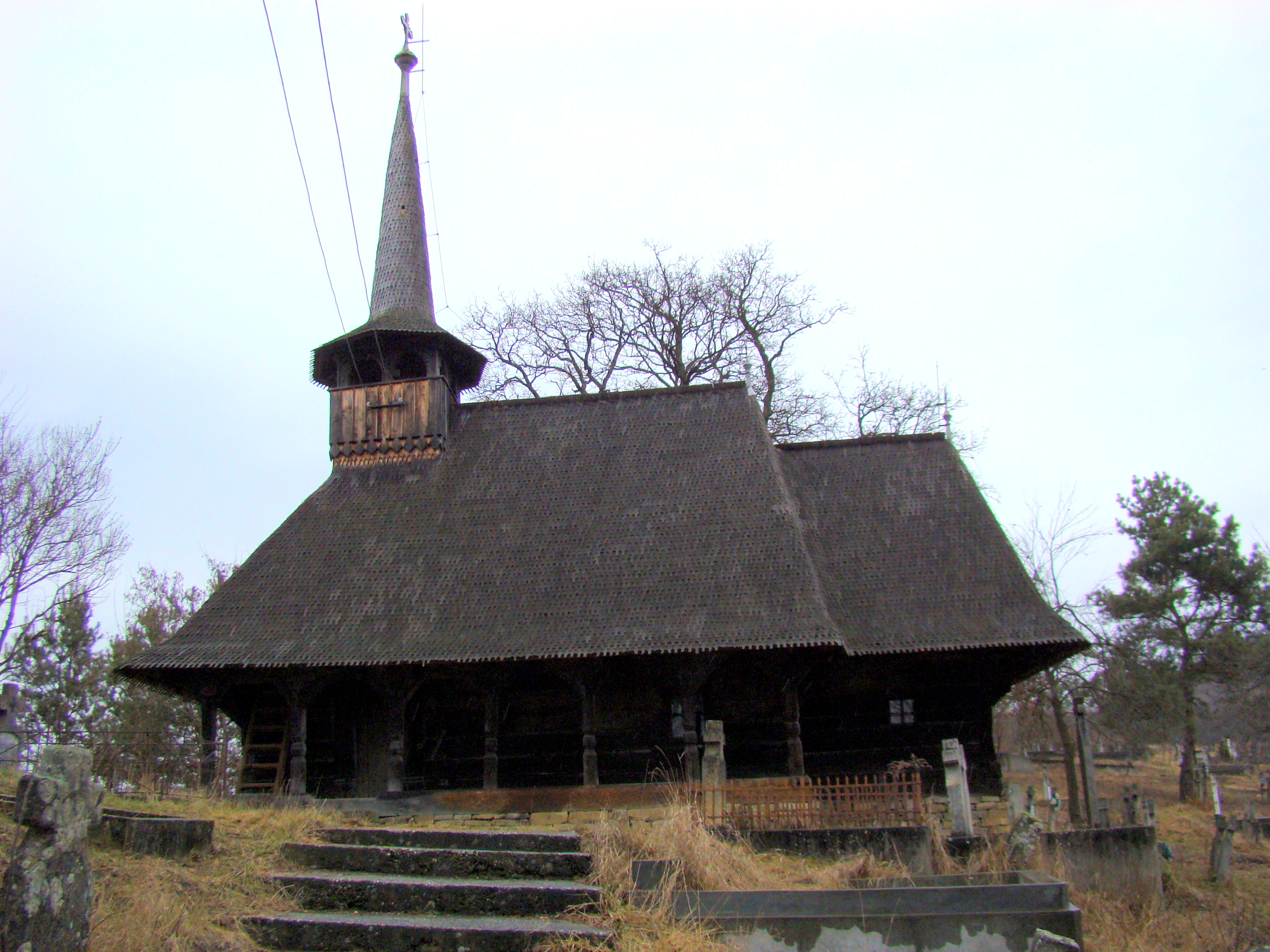
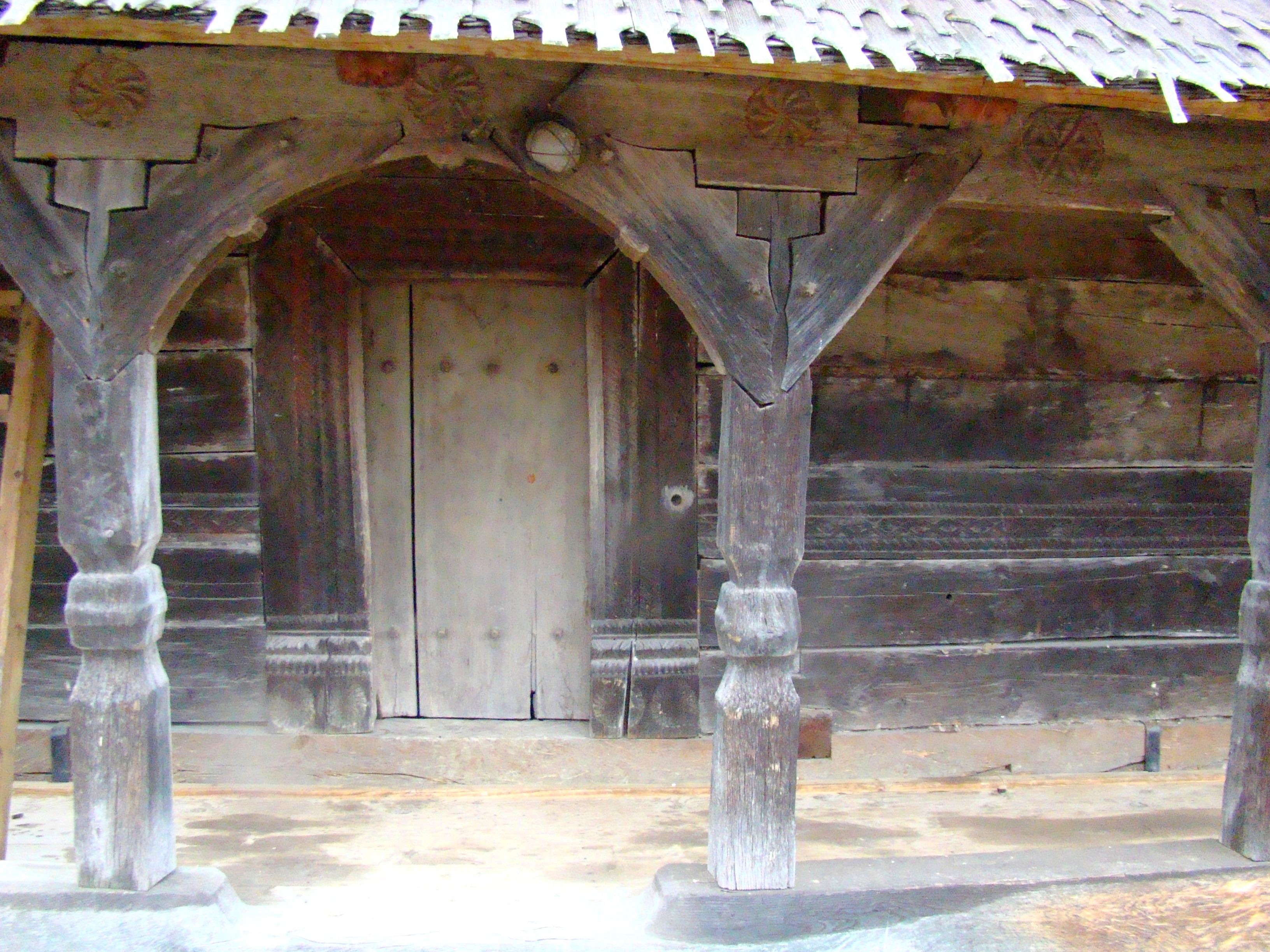
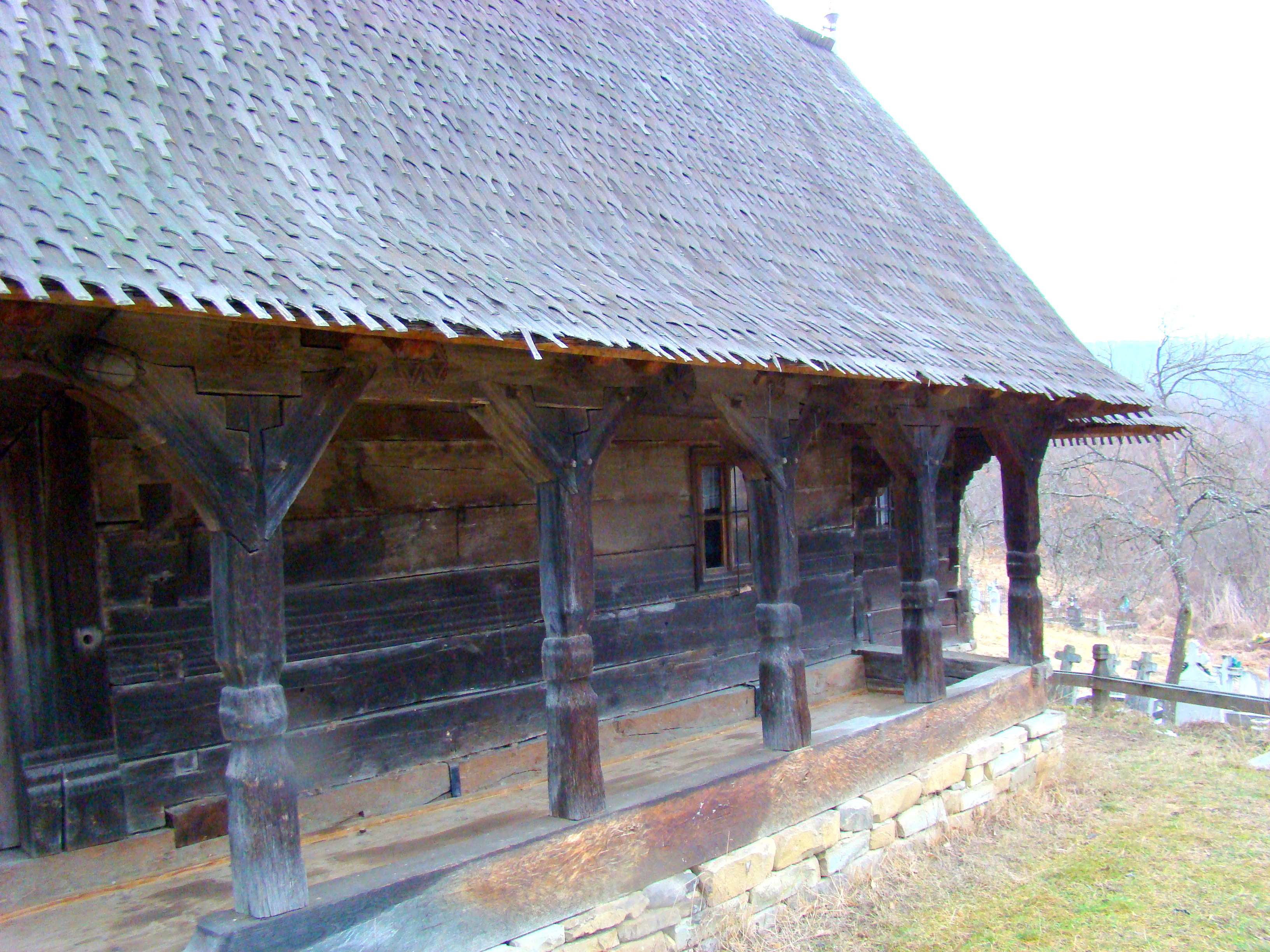
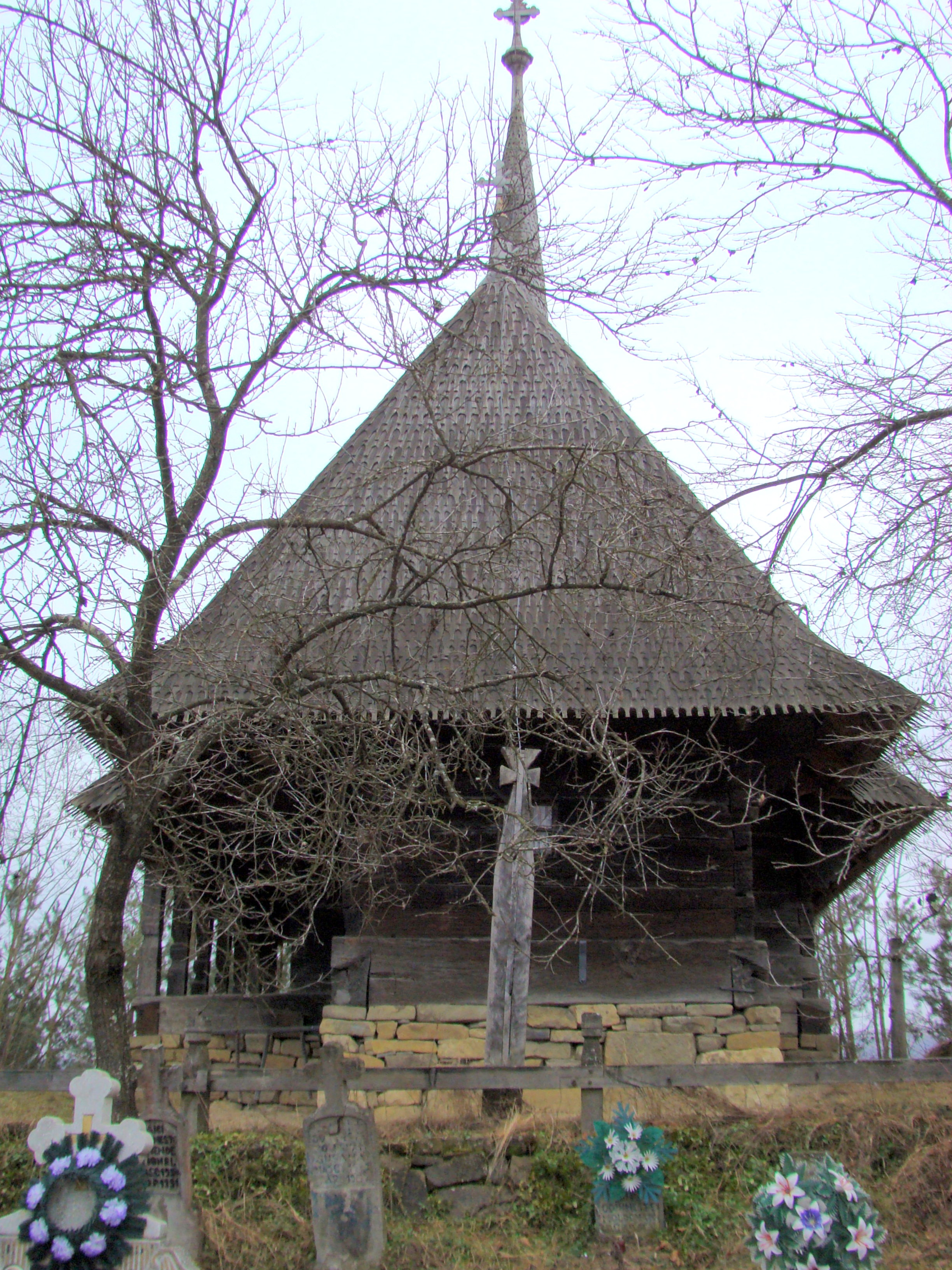
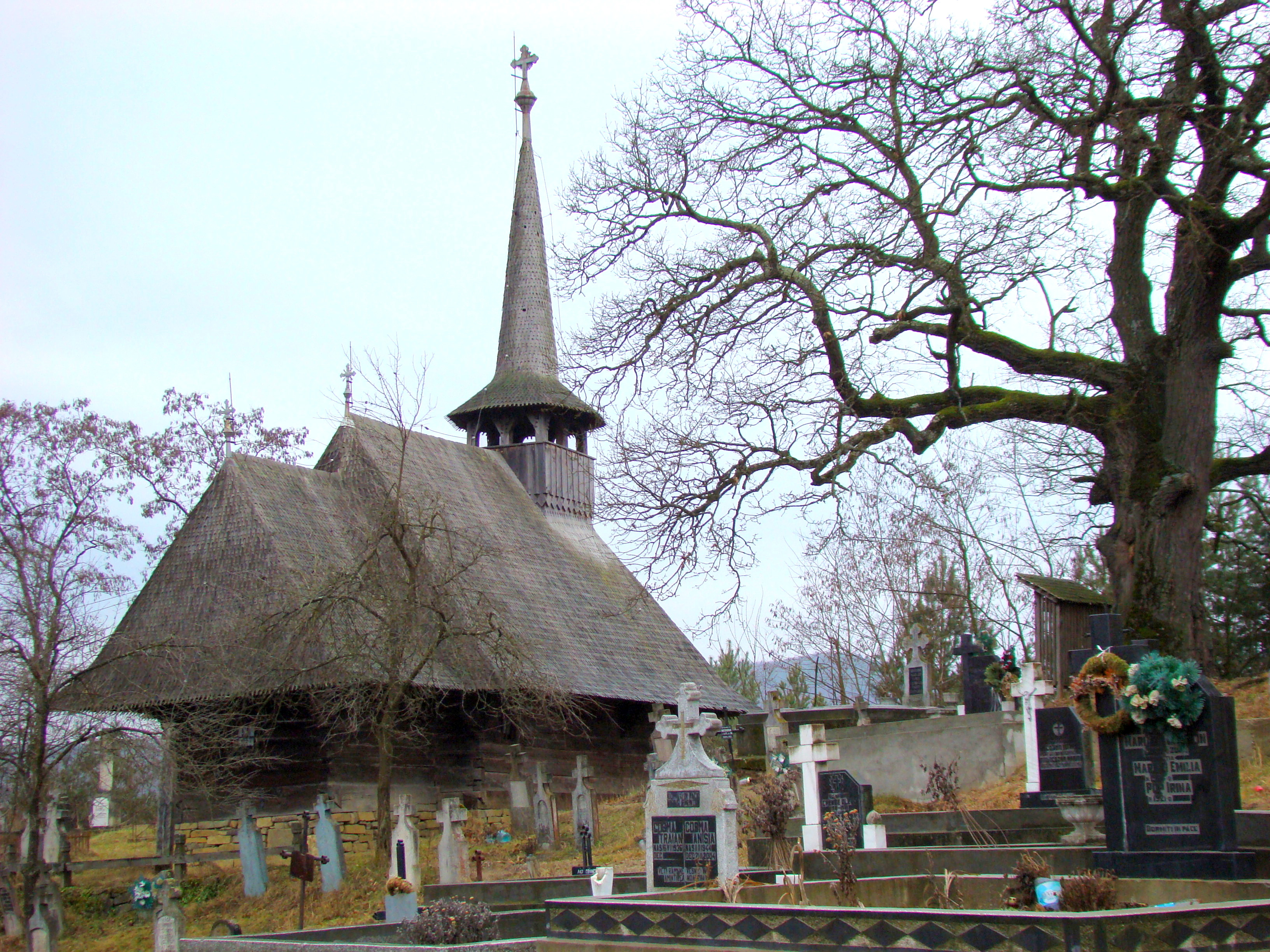
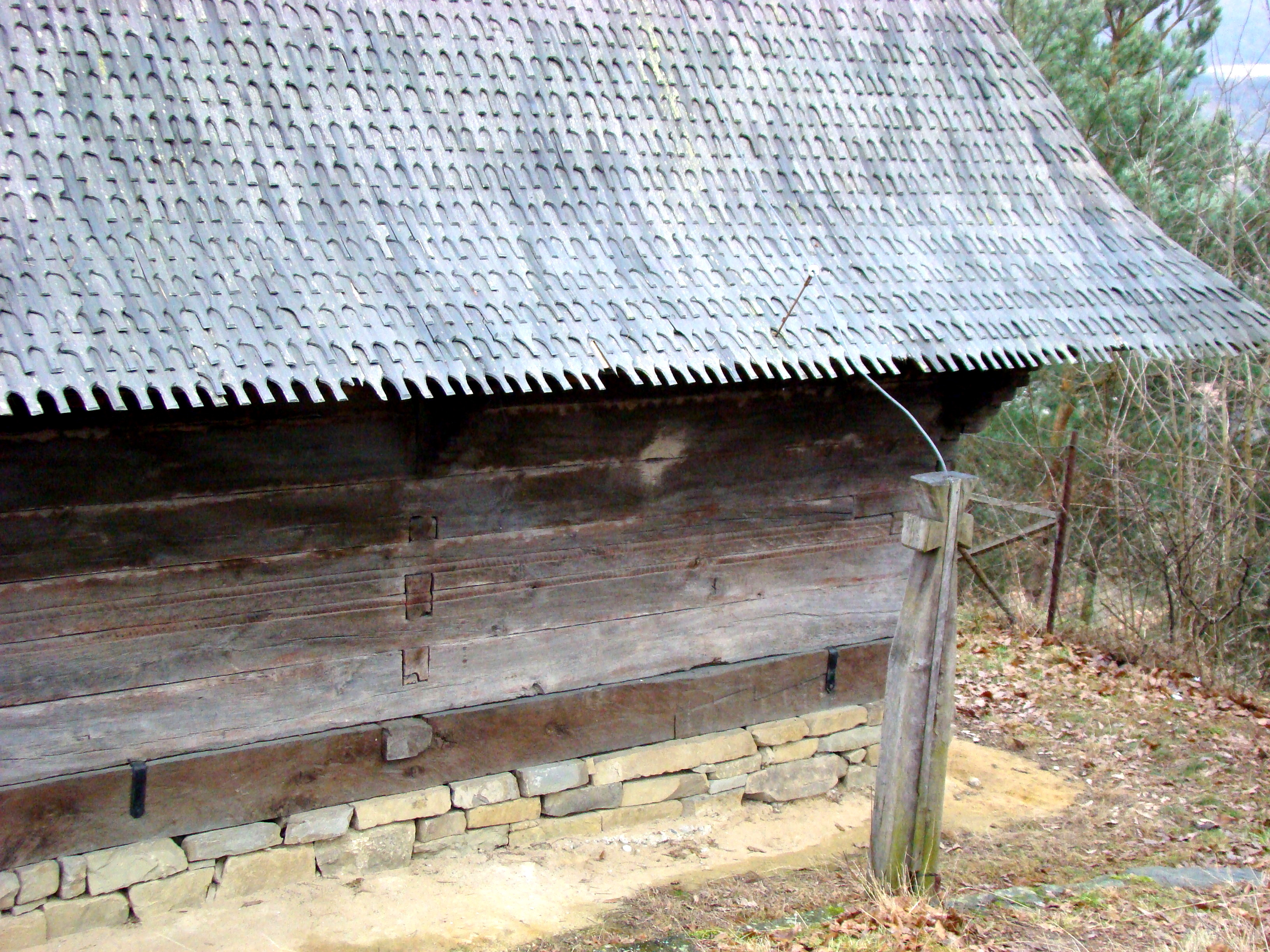
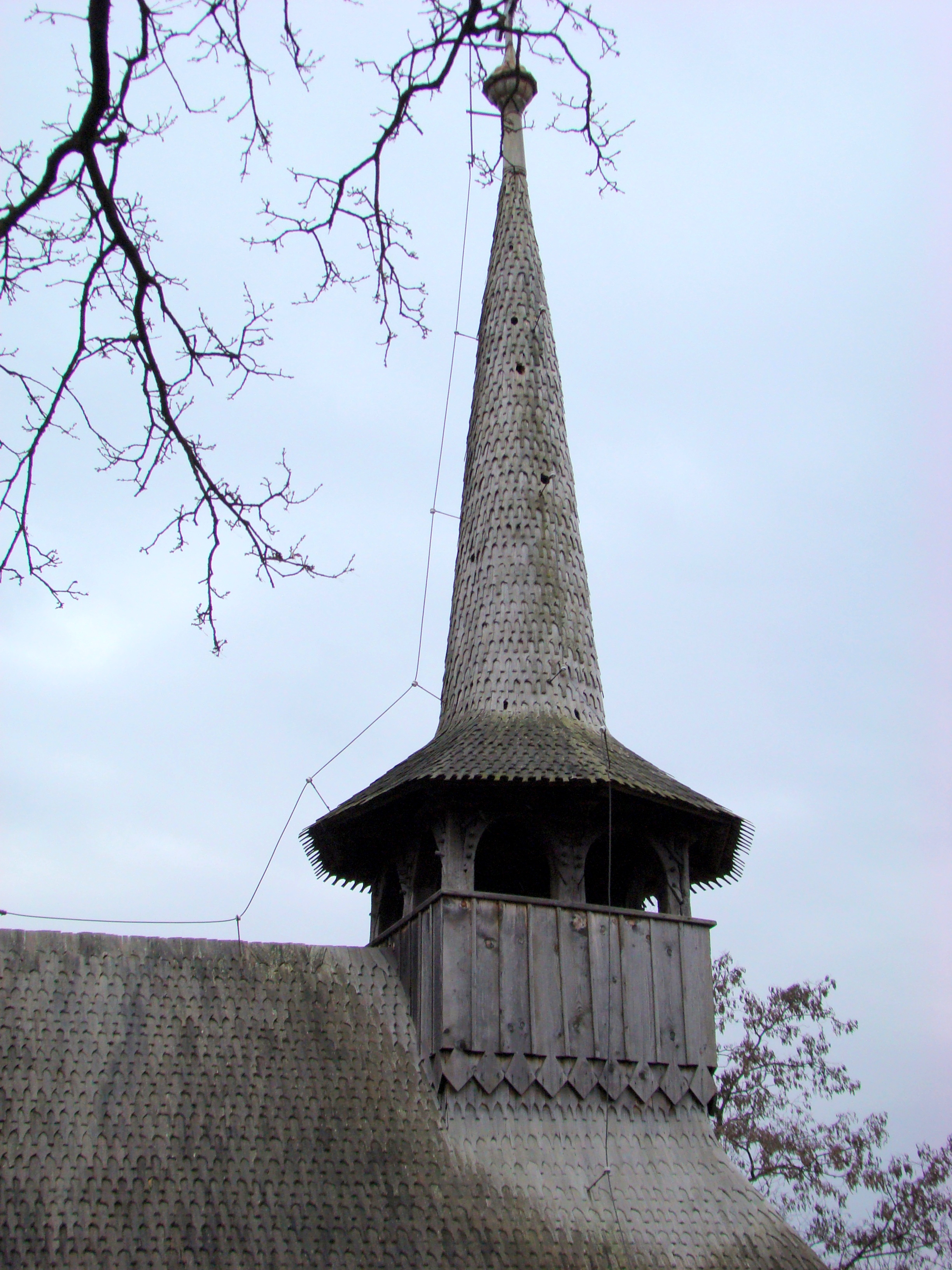
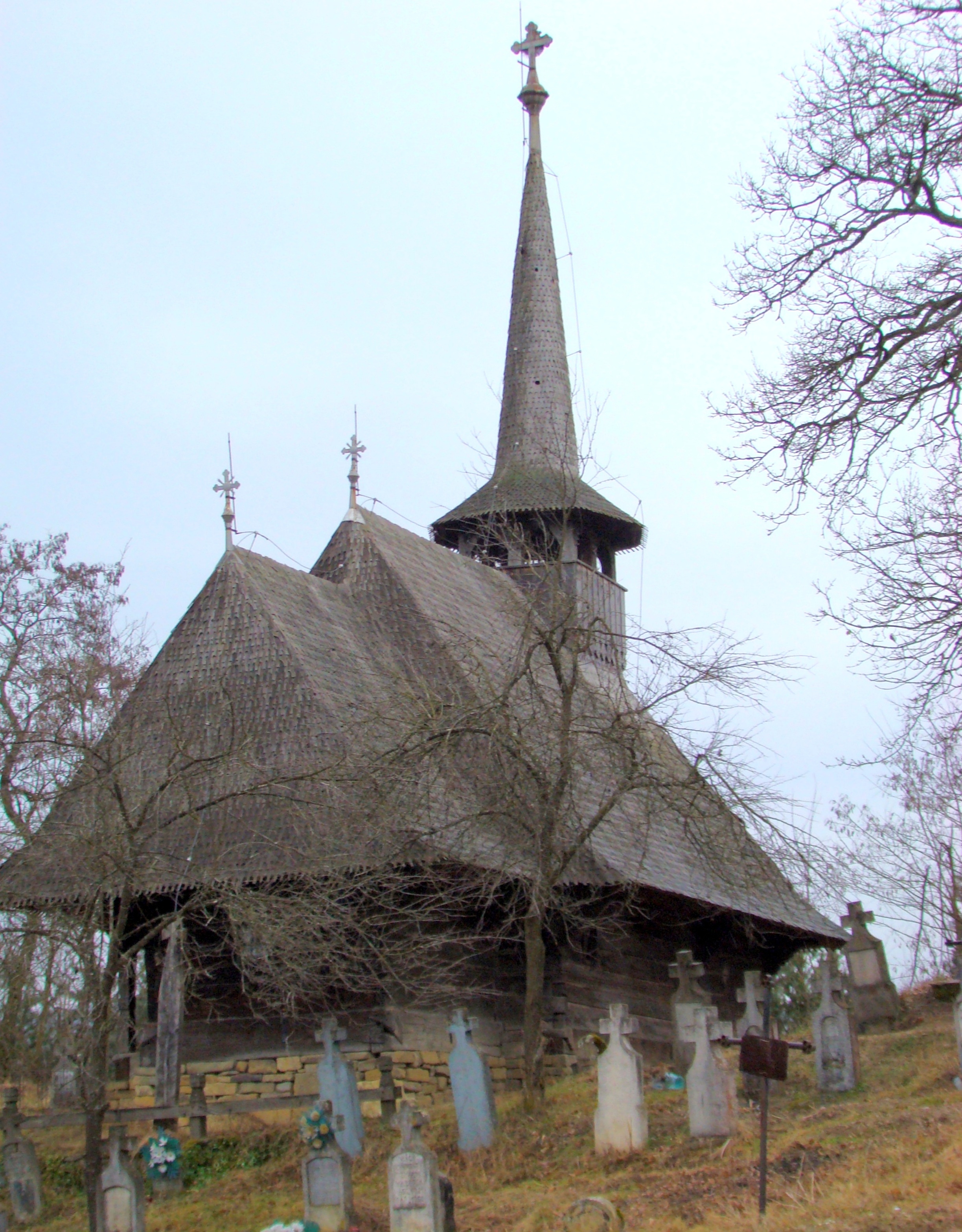
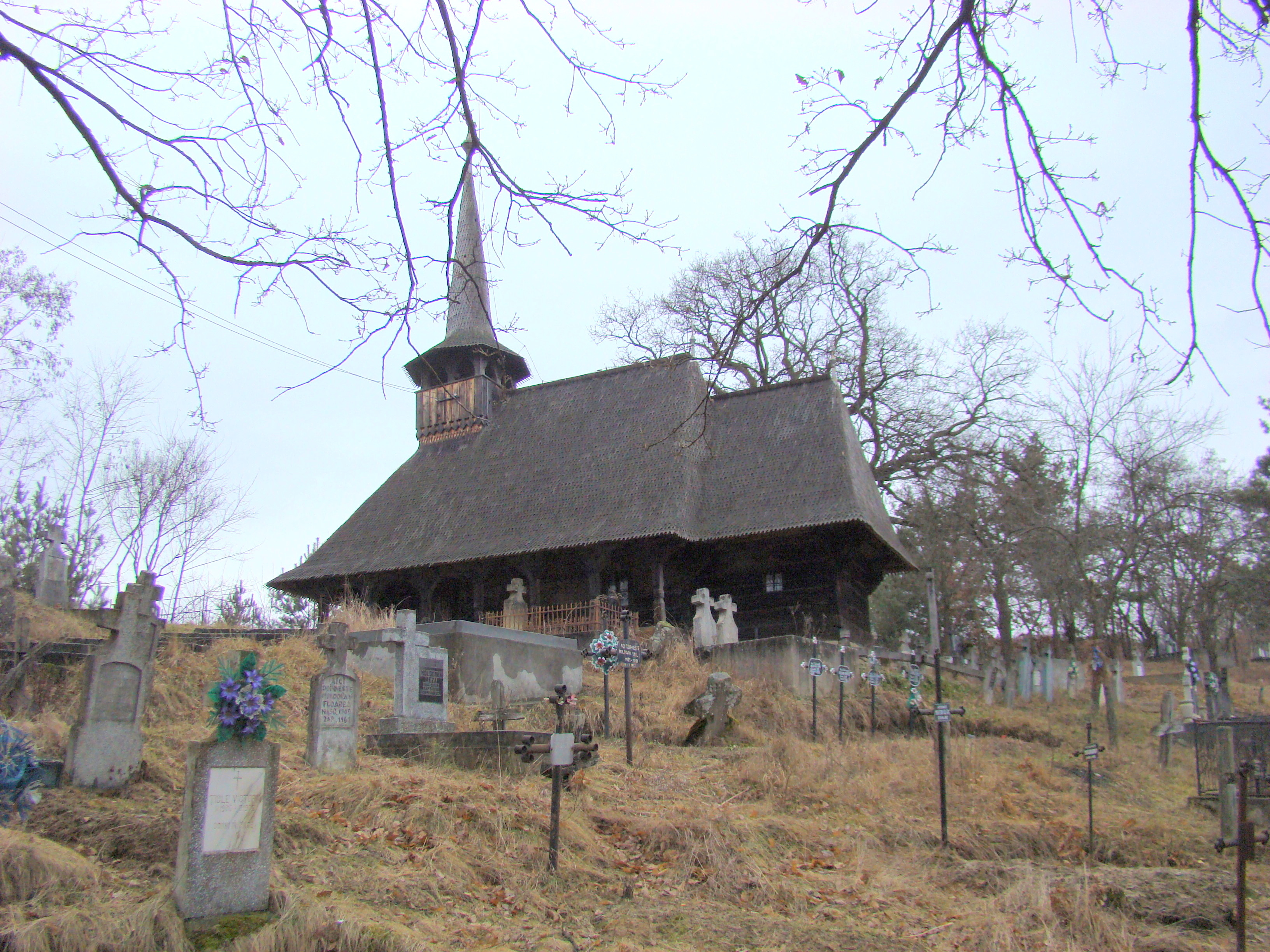
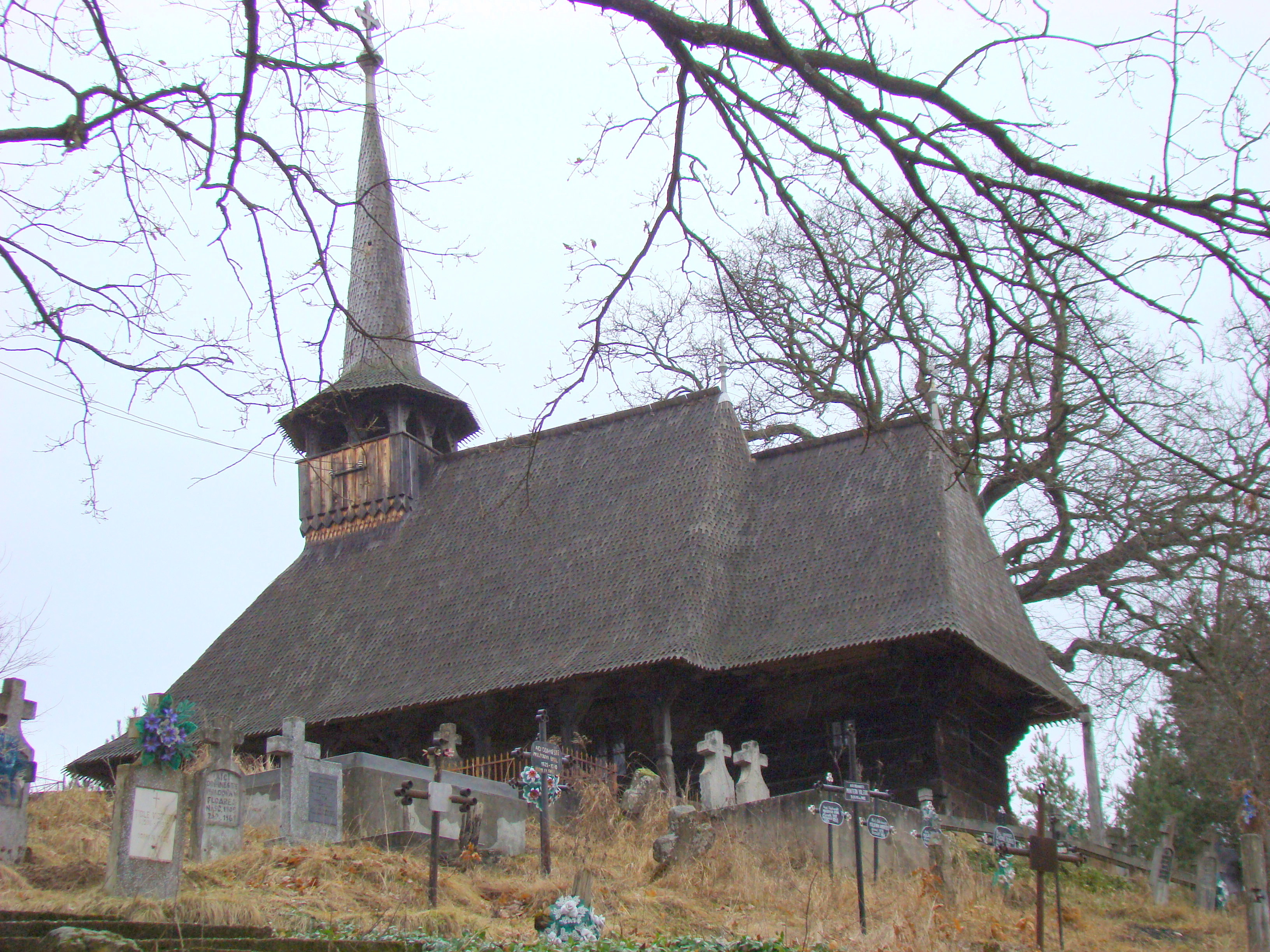
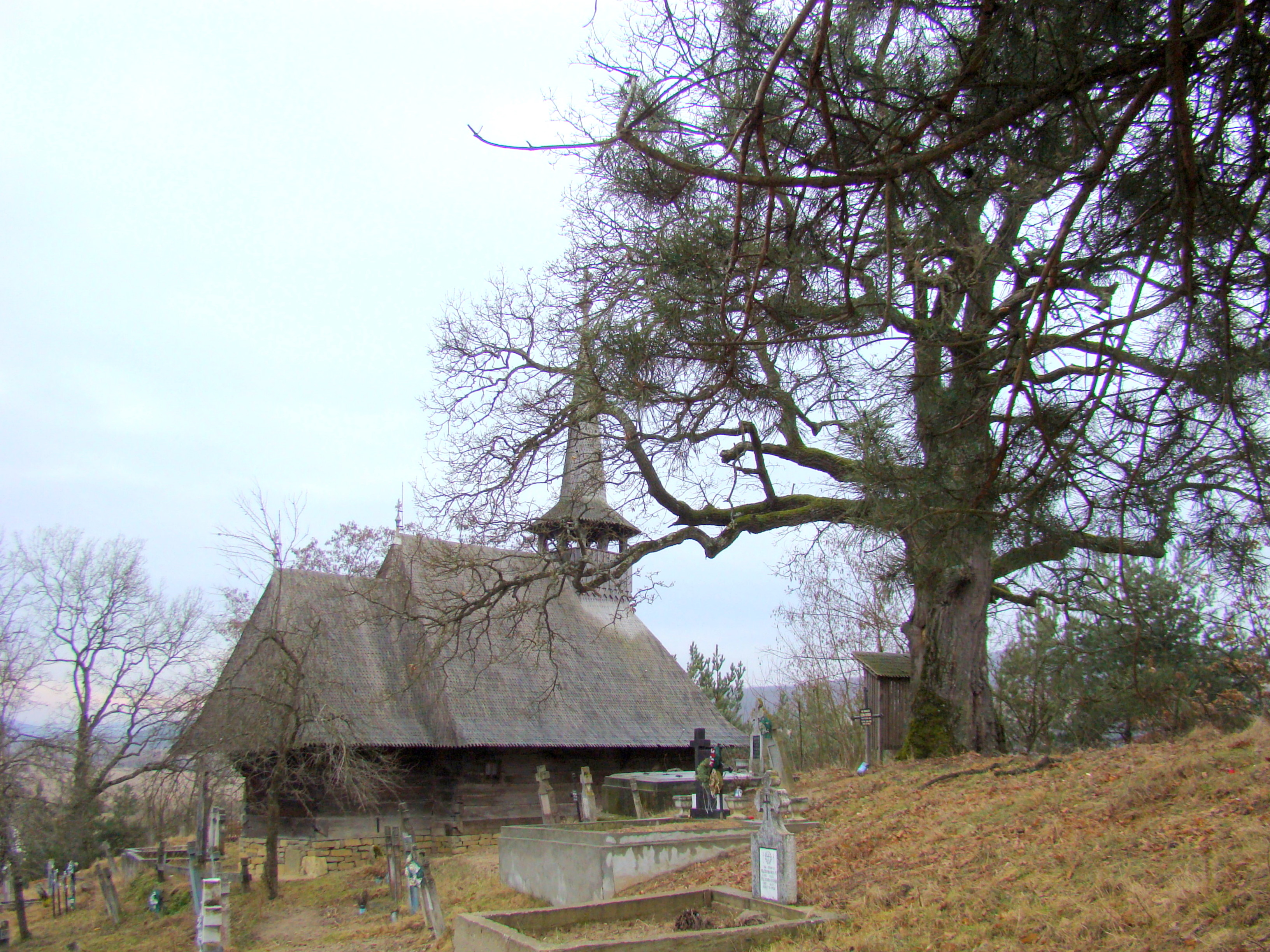
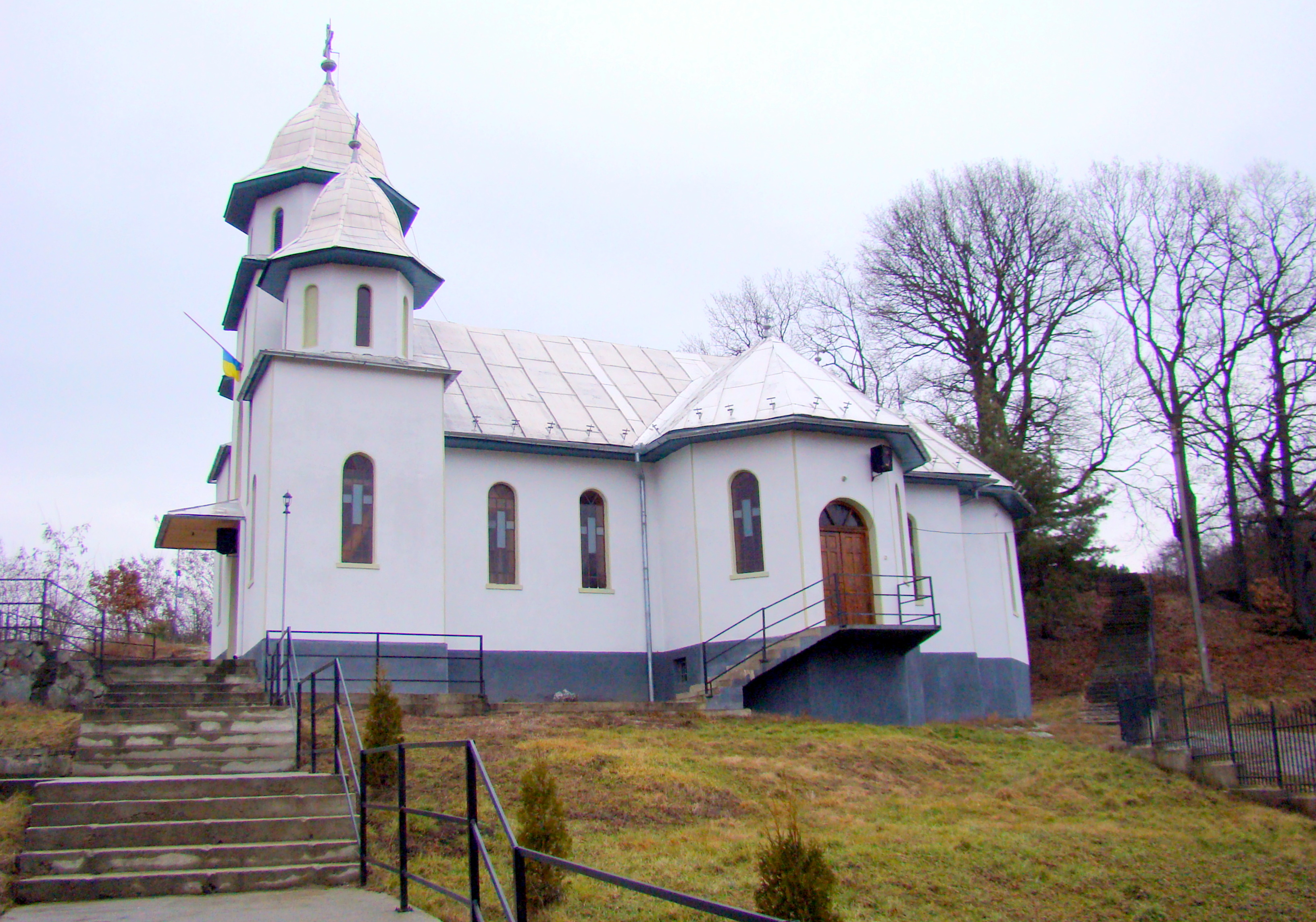
Biserica Sfinții Apostoli din Borza
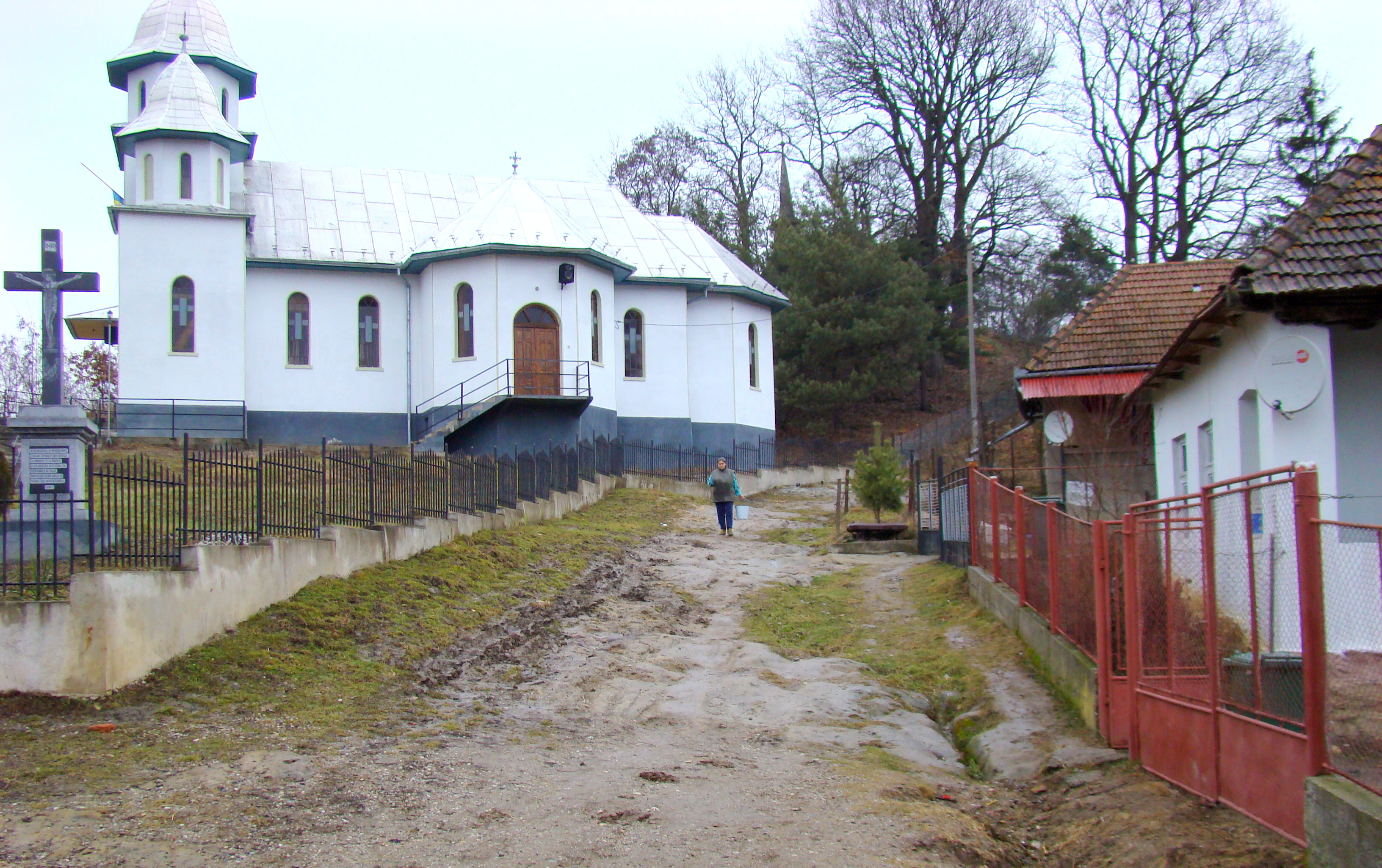